# メンタルマップ
メンタルマップ（英: mental map）とは、認知心理学において記憶の中に構成される「あるべき姿」のイメージをさす言葉である。地理学では、「心の中の地図」を描いたものを指し、「イメージマップ」や「認知地図」とも呼ばれる。

## 教育における用法
地理教育では心の中の地図のことを指し、重要な概念とされている。
メンタルマップを調べるには、自由に思い浮かんだ地図を描かせる法や、課題に沿って順序を追って描画させる方法があげられる。前者では印象深かった建物などが描画されるが全体的にはあいまいなものになる傾向がある。後者ではより細かい描画も可能となるが、出題者の課題によってはメンタルマップを改変させてしまう危険性もはらんでいる。

## 地理学における用法
地理学、特に行動地理学おいてメンタルマップは地理空間上での書き手の空間的知識の広がりを理解するために用いられる。一般的に、都市内を描いた手書き地図には、都心から居住地に向かって広がる扇形の範囲内が描かれる傾向にある。
ピーター・グールド (地理学者)の著書、「メンタルマップについて」が嚆矢であり、メンタルマップの構造・機能的役割について分析している。メンタルマップは主観的に描かれるため、書き手の外部世界への認識を表している。従来は客観的な地図ではないため「ゆがんだ地図」として捉えられていたが、メンタルマップの特徴からその町に暮らす人々の様々な要素に対する知覚・認識(交通手段や買い物の選択といった行動のベース)にアプローチすることができる。

## メンタルマップの破壊
元来、メンタルマップは自分の経験や知識・感覚を元に構成されたイメージであり、人はそれを元に行動をとる。しかし、実際の環境がメンタルマップと大きく異なった場合、躊躇したり、パニックに陥る場合がある。これを「メンタルマップの破壊」という。
コンピュータ上のグラフィカルユーザインタフェースにおいて、画面遷移の際にパーツの配置を大きく変更することはメンタルマップの破壊につながるため禁忌とされている。ただし、フェイルセーフのひとつの方法としてメンタルマップの破壊を利用した配置を用いる場合がある。